# Delitto senza peccato
Delitto senza peccato (The Accused) è un film del 1949 diretto da William Dieterle.

## Trama
Wilma Tuttle, una giovane e bella professoressa che insegna psicologia in un college californiano, è vittima di stalking da parte di uno dei suoi studenti, Bill Perry. Un pomeriggio, dopo un test, il ragazzo si offre gentilmente di accompagnarla a casa però, all'imbrunire, dopo essersi appartato con l'auto in cima a una scogliera cerca di violentarla; lei si difende con tutte le sue forze e lo fa precipitare giù in mare. Il giovane muore e il tenente Ted Dorgan, incaricato dell'inchiesta, pensa a una caduta accidentale ma solo inizialmente e inizia perciò a indagare personalmente coadiuvato da Warren Ford, un avvocato di San Francisco tutore del giovane, che era molto ricco. I due uomini finiscono con l'innamorarsi entrambi di Wilma ma la verità viene inevitabilmente a galla. La donna viene processata e difesa da Warren: sarà assolta per legittima difesa.

## Produzione
È  tratto dal best seller Be Still My Love scritto da June Truesdell due anni prima.

## Tagline
Everything points to the Accused (Tutto indica l'accusata)